# Гончаров, Александр Борисович
Александр Борисович Гончаров (род. 7 апреля 1960 года) — российский и американский математик, профессор Йельского университета, лауреат премии Европейского математического общества (1992). Специалист по арифметической алгебраической геометрии, квантовой теории поля, теории представлений.
Обладатель золотой медали на Международной математической олимпиаде (1976). В 1982 году окончил мехмат МГУ, в 1987 году под руководством Израиля Гельфанда защитил кандидатскую диссертацию на тему «Обобщённые конформные структуры на многообразиях». В 1994 году прочитал на Международном конгрессе математиков приглашённый доклад «Полилогарифмы в арифметике и геометрии».

## Избранные публикации
- Geometry of configurations, polylogarithms, and motivic cohomology. Adv. Math. 114 (1995), no. 2, 197—318.
- (with A. M. Levin) Zagier’s conjecture on L(E,2). Invent. Math. 132 (1998), no. 2, 393—432.
- Volumes of hyperbolic manifolds and mixed Tate motives. J. Amer. Math. Soc. 12 (1999), no. 2, 569—618.
- (with P. Deligne) Groupes fondamentaux motiviques de Tate mixte. Ann. Sci. École Norm. Sup. (4) 38 (2005), no. 1, 1-56.
- (with V. V. Fock) Moduli spaces of local systems and higher Teichmüller theory. Publ. Math. Inst. Hautes Études Sci. No. 103 (2006), 1-211.
- (with V. V. Fock) The quantum dilogarithm and representations of quantum cluster varieties. Invent. Math. 175 (2009), no. 2, 223—286.
- (with H. Gangl, A. Levin) Multiple logarithms, algebraic cycles and trees, in Pierre Cartier et al. Frontiers in Number Theory, Physics and Geometry, vol. 2, Springer Verlag 2007
- (with V. V. Fock) Cluster ensembles, quantization and the dilogarithm. Ann. Sci. Éc. Norm. Supér. (4) 42 (2009), no. 6, 865—930.
- (with R. Kenyon) Dimers and cluster integrable systems. Ann. Sci. Éc. Norm. Supér. (4) 46 (2013), no. 5, 747—813